# Ђорђе Стратимировић (археолог)
Ђорђе Стратимировић (Грац, 22. фебруар 1858 — Беч, 4. децембар 1936) био је српски археолог и књижевник. Бавио се лепом књижевношћу иако је највише објављивао археолошке радове из историје југословенских народа. Он је допунио и издао и Успомене Ђорђа Стратимировића - генерала, његовог оца и то нарочито из године 1848. и додао низ различитих извора.

## Биографија
Средњу школу је учио у Новом Саду, Прагу, Београду и Осијеку, а Техничке науке у Бечу. Био је инспицијент на радовима поправке цркве и сплитског звоника око 1891. године и ту га је у археолошке радове упутио Дон Фране Булић. Он је тај рад наставио у Босни и Боки которској где је био у служби.

## Одабрана дела
- Палата цара Диоклецијана у Сплиту (1891. године)
- Град Високи (1891. године)
- Град Бобановац (1891. године)
- О цркви Св. Николе у Котору (1903. године)
- О прошлости и неимарству Бока которске (1905. године)